# Fly Hermes
Fly Hermes, nome completo Hermes Aviation LTD, è stata una compagnia aerea maltese nata nel 2014 che ha cessato la propria attività nel 2015. La sua base principale era l'Aeroporto Internazionale di Malta, dove era sita anche la sede amministrativa.
La compagnia, partecipata da capitali italiani, effettuava voli di linea e voli charter.
Il 24 gennaio 2015 le autorità dell'aviazione civile maltesi hanno sospeso la licenza per volare a Fly hermes a causa dei notevoli ritardi e cancellazioni dei voli da parte della compagnia.

## Flotta
Fly Hermes ha volato con un Boeing 737-400 (registrato 9H-HER) dal 27 maggio 2014 al 10 luglio 2015 in leasing da Aerotron Limited, e gestiva in wet lease alcuni aeromobili di altre compagnie.